# Szolgagyőr
Szolgagyőr (1899-ig Poszátka, szlovákul Posádka) Udvarnok településrésze, korábban önálló község Szlovákiában, a Nagyszombati kerületben, a Galgóci járásban.

## Fekvése
Galgóctól 8 km-re délre, a Vág bal partján fekszik.

## Története
Szolgagyőr első írásos említése 1217-ből származik „Zaluga Gewr” alakban, ekkor már állt Szolgagyőr vára, mely a Vág folyó itteni átkelőhelyét ellenőrizte. Valószínűleg mocsaras területtel körülvett faszerkezetes földvár volt. A vár várispánság székhelye volt, melyhez Árpádsoka, Bős, Dombó, Gyümölcs, Petény, Szolgagyőr, Szalonta és Tőnye csallóközi falvak tartoztak. A vár még a 13. században elpusztult, a források szerint 1294-ben már nem állt. Utolsó igazolható létezése 1282-ből származik. Lehet hogy 1291-ben Albert osztrák herceg III. András elleni hadjárata során pusztult el.
A falu eredetileg Szolgagyőr várának szolgálófaluja volt. Csak 1671-tól említik az írott források, több nemesi család birtoka, majd a Brunszvik családé. 1715-ben egy adózó háztartása létezett.
Vályi András szerint „POSZATKA. Tót falu Nyitra Vármegyében, földes Urai több Uraságok, lakosai katolikusok, ’s másfélék, fekszik Udvarnokhoz nem meszsze, mellynek filiája, határjában réttye jó van, piatzozása Galgóczon, fája tűzre, és szőlőhegye nints, legelője szoros, földgye alábbvaló, harmadik osztálybéli.”
Fényes Elek szerint „Poszátka, tót falu, Nyitra vmegyében, a Vágh bal partján, ut. p. Galgóczhoz 1 1/2 órányira: 153 kath. 5 zsidó lak. – Határa dombos; lakosai dohányt termesztenek. F. u. többen.”
Nyitra vármegye monográfiája szerint „Poszátka, a Vág balpartján, Galgócztól délre, 120 r. kath vallásu lakossal. Postája Udvarnok, táviró és vasúti állomása Galgócz. Földesura a gróf Brunszwick-család volt. Az e községről szóló irott nyomok csupán 1671-ig vezetnek vissza, legujabban azonban Pesty Frigyes meggyőző érvekkel bizonyitotta, hogy itt volt hajdan a „Szolgagyőr” néven gyakran felmerülő székely-határőrző vártelep.”
A trianoni diktátumig Nyitra vármegye Galgóci járásához tartozott. 1971-ben csatolták Udvarnokhoz.

## Népessége
1910-ben 96, túlnyomórészt szlovák anyanyelvű lakosa volt.

## Híres személyek
- Itt hunyt el Hunkár Antal (1783-1862) Veszprém vármegye főispánja, reformpolitikus, táblabíró, földbirtokos.

## Nevezetességei
- A falu haranglába az 1870-es években épült.

## Külső hivatkozások
- Udvarnok község hivatalos oldala Archiválva 2008. június 19-i dátummal a Wayback Machine-ben
- E-obce.sk Archiválva 2009. június 20-i dátummal a Wayback Machine-ben
- Szolgagyőr váráról röviden[halott link]
- Szolgagyőr a szlovákiai várak honlapján
- A Csallóköz rövid története